# Fronalpstock (Schwyz)

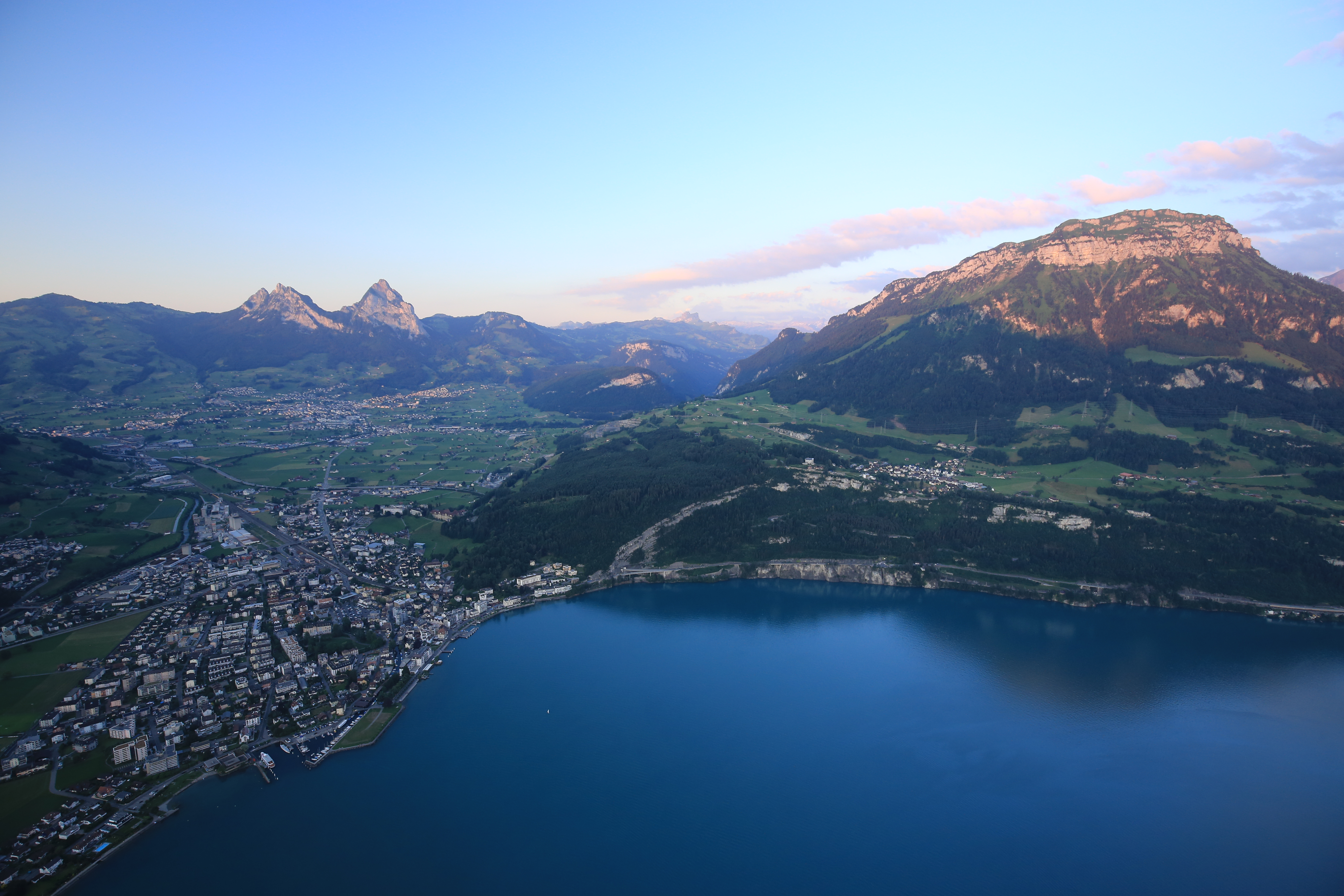
Brunnen SZ und Fronalpstock (rechts) sowie Mythen (links)

Der Fronalpstock ist ein 1921 m ü. M. hoher Berg der Schwyzer Alpen im Kanton Schwyz auf Morschacher Gemeindegebiet. Der Westhang des Fronalpstocks endet am Vierwaldstättersee (Urnersee). Entlang dieses Hanges verläuft ein Teil des „Wegs der Schweiz“ und in Ufernähe die Axenstrasse. Die Bahnverbindung Arth-Goldau – Erstfeld schlängelt sich ebenfalls durch viele Tunnels durch den Fels des Fronalpstocks.
Einen Berg gleichen Namens gibt es auch in den Glarner Alpen im benachbarten Kanton Glarus.

## Tourismus

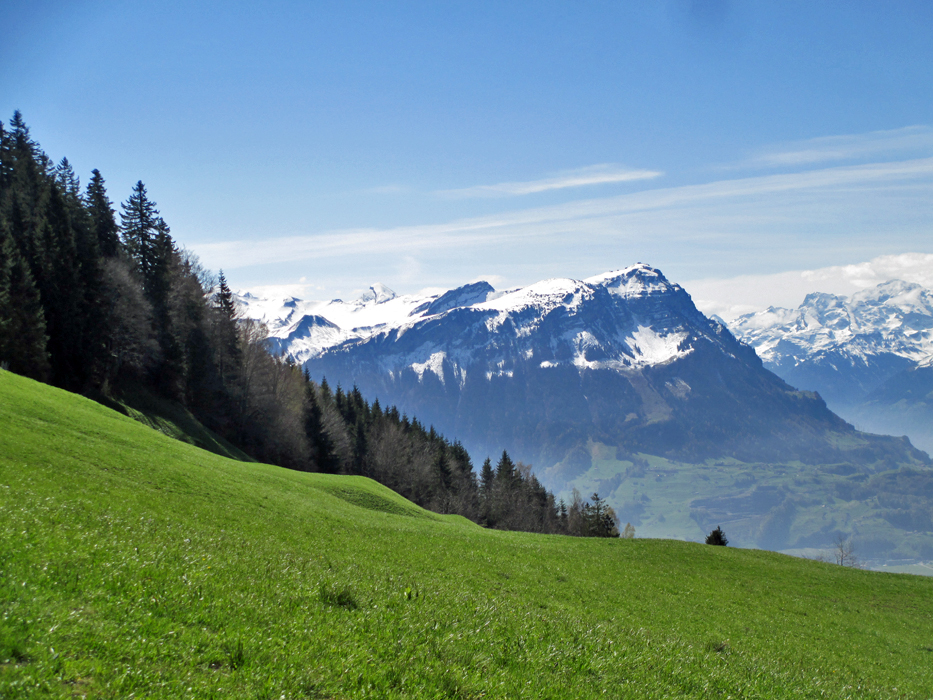
Ansicht von Nord

Der Fronalpstock wird wegen seiner Aussicht auf den Vierwaldstättersee oft besucht. Er ist vom autofreien Dorf Stoos aus erschlossen. Im Sommer ist der Fronalpstock ein Wander- sowie Bikerevier und im Winter ein Skigebiet mit einer Standseilbahn, zwei Sesselliften und fünf Skiliften.
Der Fronalpstock ist Endpunkt des Gratwanderwegs Stoos vom Chlingenstock entlang der Fronalpstock-Kette. Nebst dem Wanderweg vom Stoos wird der Fronalpstock auch durch einen Alpinwanderweg (T4 auf der SAC-Wanderskala) vom Gebiet Schwyzerhöhe aus erschlossen.

## Trivia
Auf dem Fronalpstock ist der weltweit höchstgelegene Amateurfunkrelais für das 10-Meter-Band installiert.